# Campeonato do Canadá de Ciclismo Contrarrelógio

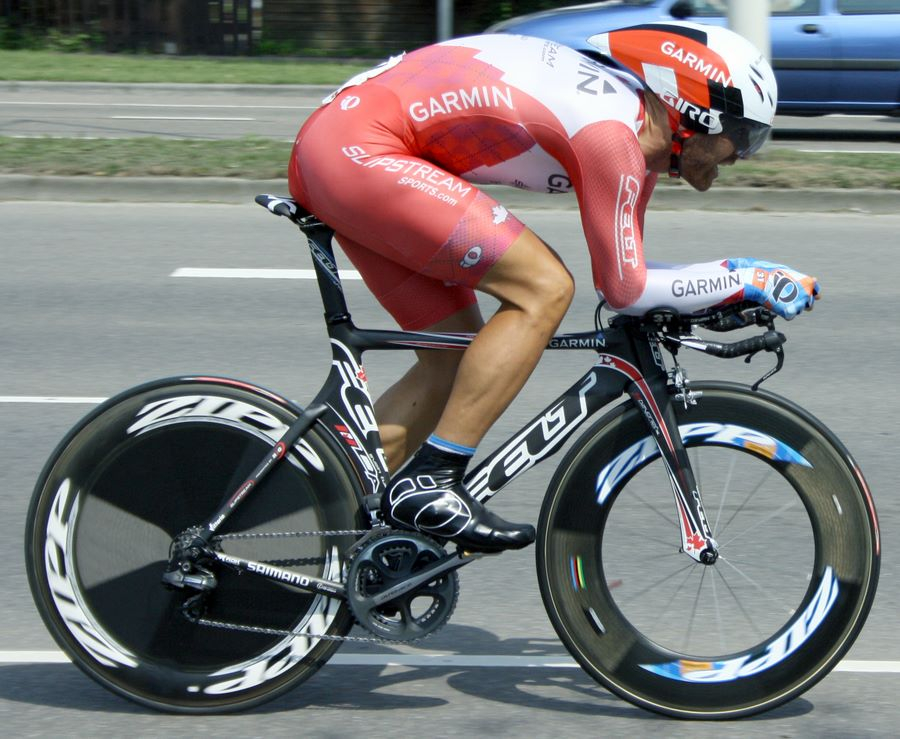
Svein Tuft com o maillot

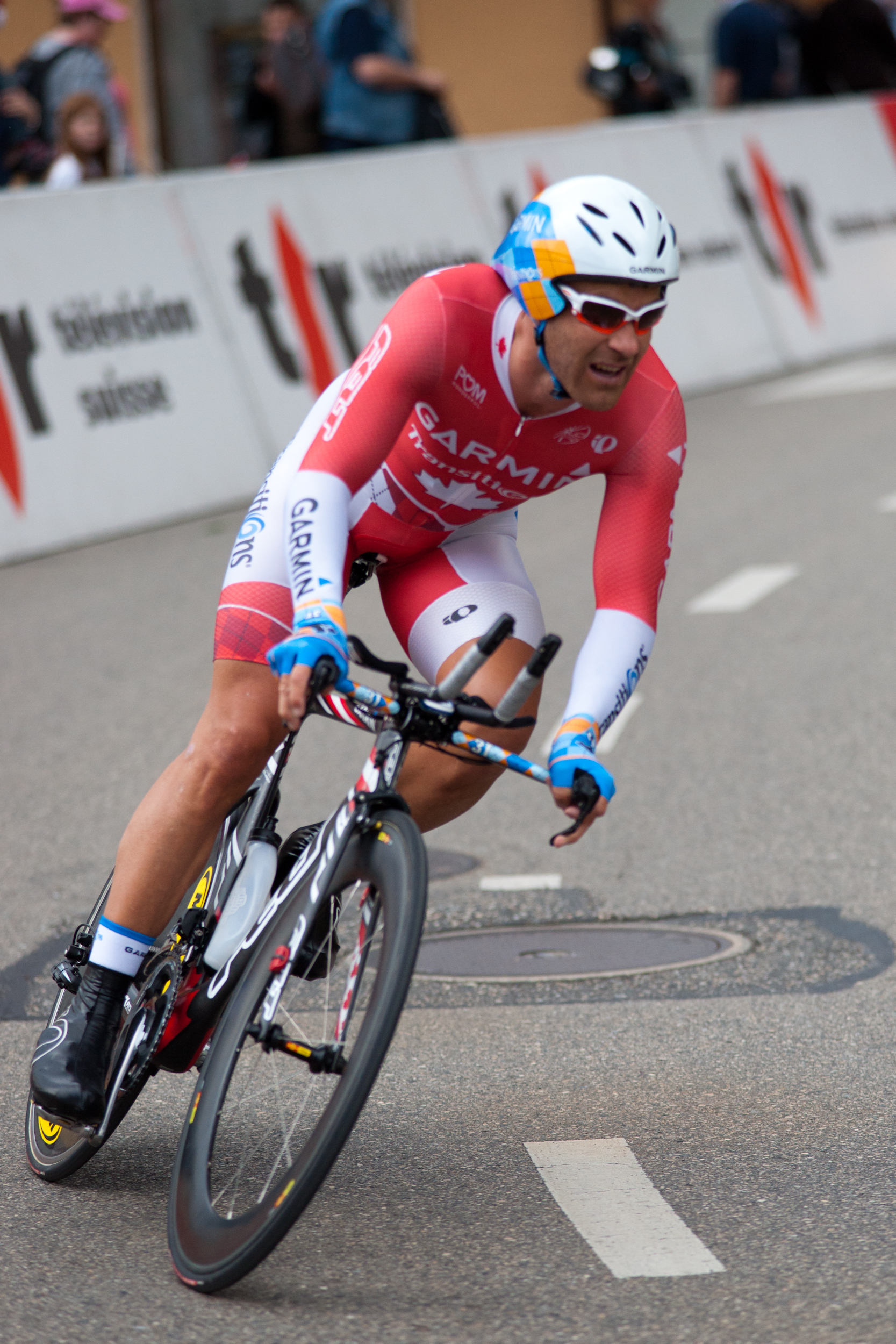
Svein Tuft, Campeão do Canadá em nove ocasiões.

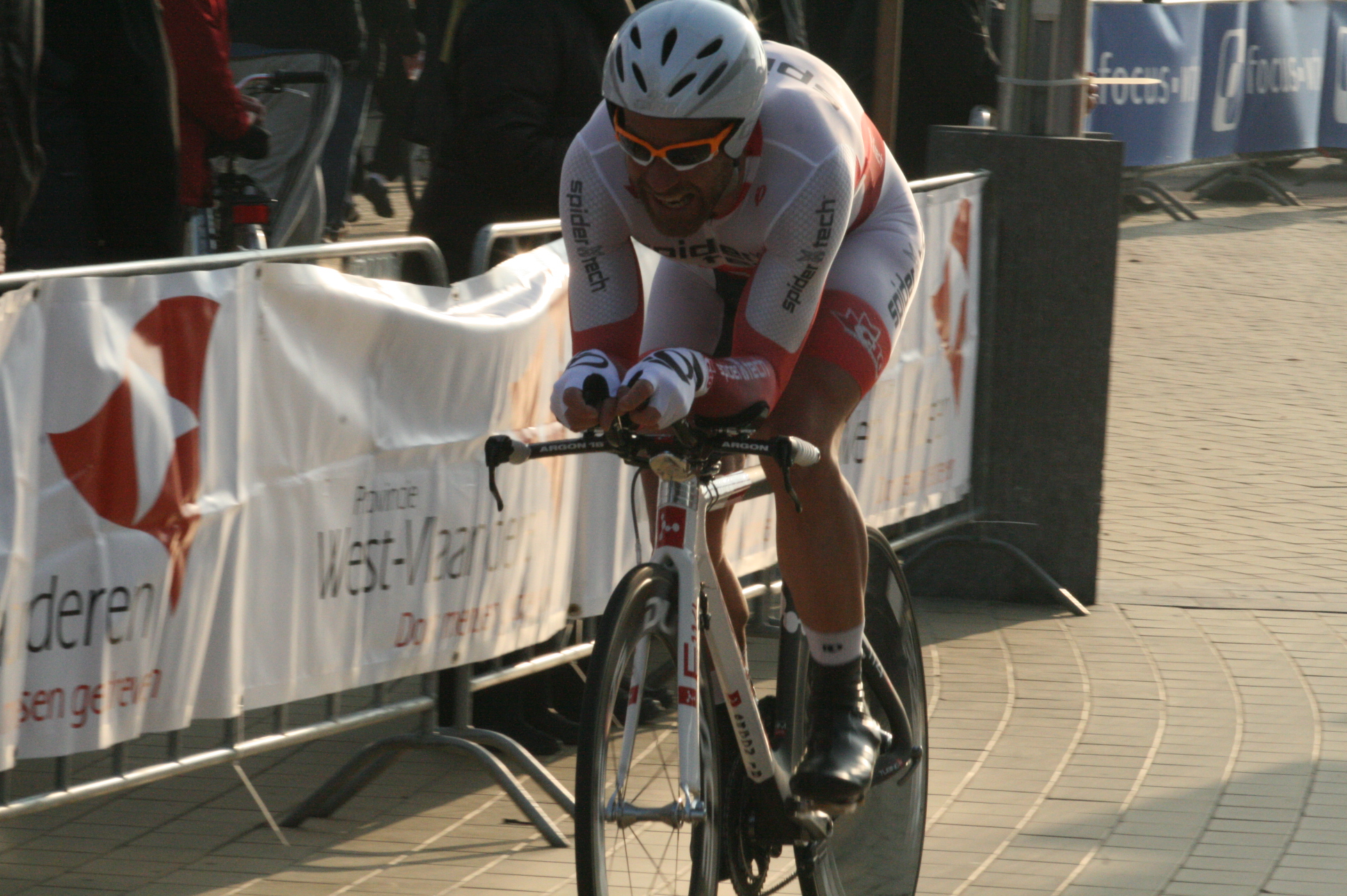
Svein Tuft, luzindo o maillot em 2011.

Os Campeonatos do Canadá de Ciclismo Contrarrelógio organizam-se anual e ininterruptamente desde o ano de 1998 (excepto em 2007) para determinar o campeão ciclista do Canadá de cada ano, na modalidade.
O título outorga-se ao vencedor de uma única carreira, na modalidade de Contrarrelógio individual. O vencedor obtém o direito a portar um maillot com as cores da bandeira canadiana até ao campeonato do ano seguinte, somente quando disputa provas contrarrelógio.

## Palmarés

### Masculino
| Ano       | Ganhador         | Segundo            | Terceiro              |
| 1966      | Andre Cloutier   |                    |                       |
| 1967      | Barry Harvey     |                    |                       |
| 1968      | Barry Harvey     |                    |                       |
| 1969      | Jocelyn Lovell   |                    |                       |
| 1970      | Jocelyn Lovell   |                    |                       |
| 1971      | Jocelyn Lovell   |                    |                       |
| 1972      | Frank Ludtke     |                    |                       |
| 1973      | Jocelyn Lovell   |                    |                       |
| 1974      | Jocelyn Lovell   |                    |                       |
| 1975      | Jocelyn Lovell   |                    |                       |
| 1976      | Jocelyn Lovell   |                    |                       |
| 1977      | Jocelyn Lovell   |                    |                       |
| 1978      | Jocelyn Lovell   |                    |                       |
| 1979      | Gordon Singleton |                    |                       |
| 1980      | Jocelyn Lovell   |                    |                       |
| 1981–1991 | Não se organizou | Não se organizou   | Não se organizou      |
| 1992      | Curt Harnett     |                    |                       |
| 1993      | Jeff Barnes      |                    |                       |
| 1994      | Peter Wedge      |                    |                       |
| 1995      | Roland Green     |                    |                       |
| 1996      | Eric Wohlberg    |                    |                       |
| 1997      | Eric Wohlberg    | Brian Walton       | Jacques Landry        |
| 1998      | Eric Wohlberg    | Brian Walton       | Jacques Landry        |
| 1999      | Eric Wohlberg    | Brian Walton       | Peter Wedge           |
| 2000      | Eric Wohlberg    | Andrew Randell     | Min Van Velzen        |
| 2001      | Eric Wohlberg    | Svein Tuft         | Roland Green          |
| 2002      | Eric Wohlberg    | Alexandre Cloutier | Svein Tuft            |
| 2003      | Eric Wohlberg    | Svein Tuft         | Jean-François Laroche |
| 2004      | Svein Tuft       | Eric Wohlberg      | Darko Ficko           |
| 2005      | Svein Tuft       | Eric Wohlberg      | Ryder Hesjedal        |
| 2006      | Svein Tuft       | Ryder Hesjedal     | Eric Wohlberg         |
| 2007      | Ryder Hesjedal   | Svein Tuft         | Zachary Bell          |
| 2008      | Svein Tuft       | Ryan Roth          | Zachary Bell          |
| 2009      | Svein Tuft       | Christian Meier    | Zachary Bell          |
| 2010      | Svein Tuft       | Zachary Bell       | Ryan Roth             |
| 2011      | Svein Tuft       | Christian Meier    | David Veilleux        |
| 2012      | Svein Tuft       | Christian Meier    | Hugo Houle            |
| 2013      | Curtis Dearden   | Christian Meier    | Alexander Cataford    |
| 2014      | Svein Tuft       | Hugo Houle         | Ryan Roth             |
| 2015      | Hugo Houle       | Ryan Roth          | Christian Meier       |
| 2016      | Ryan Roth        | Alexander Cataford | Svein Tuft            |
| 2017      | Svein Tuft       | Nigel Ellsay       | Rob Britton           |
| 2018      | Svein Tuft       | Rob Britton        | Alexander Cataford    |
| 2019      | Rob Britton      | Svein Tuft         | Adam Roberge          |
| 2020      | Não se disputou  | Não se disputou    | Não se disputou       |
| 2021      | Hugo Houle       | Alexander Cowan    | Derek Gee             |
| 2022      | Derek Gee        | Matteo Dal-Cin     | Pier-André Coté       |

### Feminino
| Ano       | Vencedora           | Segunda            | Terceira              |
| --------- | ------------------- | ------------------ | --------------------- |
| 1974      | Judy Dietiker       |                    |                       |
| 1975      | Karen Strong        |                    |                       |
| 1976      | Sylvia Burka        |                    |                       |
| 1977      | Karen Strong        |                    |                       |
| 1978      | Não se organizou    | Não se organizou   | Não se organizou      |
| 1979      | Sylvia Burka        | Marie-Claude Audet | Lynne Doyle           |
| 1980      | Carole Vanier       | Sylvia Burka       | Geneviève Brunet      |
| 1981      | Karen Strong        | Verna Buhler       | Marie-Claude Audet    |
| 1982      | Claudia Tohermes    | Geneviève Brunet   | C. Baril              |
| 1983      | Marie-Claude Audet  | Kelly-Ann Way      | Geneviève Gauthier    |
| 1984–1985 | Non organisé        | Non organisé       | Non organisé          |
| 1986      | Sara Neil           | Barbara Lang       | Judy Latoski          |
| 1987–1990 | Não se organizou    | Não se organizou   | Não se organizou      |
| 1991      | Kelly-Ann Way       |                    |                       |
| 1992      | Tanya Dubnicoff     |                    |                       |
| 1993      | Clara Hughes        | Anne Samplonius    | Linda Jackson         |
| 1994      | Clara Hughes        | Anne Samplonius    | Linda Jackson         |
| 1995      | Clara Hughes        | Susan Palmer-Komar | Jennifer Morwen-Smith |
| 1996      | Linda Jackson       | Anne Samplonius    | Jennifer Morwen-Smith |
| 1997      | Linda Jackson       | Annie Gariepy      | Lyne Bessette         |
| 1998      | Linda Jackson       | Anne Samplonius    | Andrea Hannos         |
| 1999      | Clara Hughes        | Anne Samplonius    | Lyne Bessette         |
| 2000      | Clara Hughes        | Geneviève Jeanson  | Leah Goldstein        |
| 2001      | Lyne Bessette       | Geneviève Jeanson  | Leah Goldstein        |
| 2002      | Geneviève Jeanson   | Leah Goldstein     | Lyne Bessette         |
| 2003      | Lyne Bessette       | Geneviève Jeanson  | Manon Jutras          |
| 2004      | Susan Palmer-Komar  | Lyne Bessette      | Merrill Collins       |
| 2005      | Susan Palmer-Komar  | Geneviève Jeanson  | Felicia Gomez Greer   |
| 2006      | Alexandra Wrubleski | Anne Samplonius    | Jessica Spence        |
| 2007      | Anne Samplonius     | Lyne Bessette      | Leigh Hobson          |
| 2008      | Anne Samplonius     | Julie Beveridge    | Alexandra Wrubleski   |
| 2009      | Tara Whitten        | Anne Samplonius    | Laura Brown           |
| 2010      | Julie Beveridge     | Anne Samplonius    | Tara Whitten          |
| 2011      | Clara Hughes        | Tara Whitten       | Rhae-Christie Shaw    |
| 2012      | Clara Hughes        | Rhae-Christie Shaw | Julie Beveridge       |
| 2013      | Joëlle Numainville  | Anika Todd         | Jasmin Glaesser       |
| 2014      | Leah Kirchmann      | Jasmin Glaesser    | Anika Todd            |
| 2015      | Karol-Ann Canuel    | Jasmin Glaesser    | Leah Kirchmann        |
| 2016      | Tara Whitten        | Karol-Ann Canuel   | Joelle Numainville    |
| 2017      | Karol-Ann Canuel    | Leah Kirchmann     | Sara Poidevin         |
| 2018      |                     |                    |                       |
| 2019      |                     |                    |                       |
| 2020      |                     |                    |                       |
| 2021      |                     |                    |                       |
| 2022      |                     |                    |                       |
| 2023      |                     |                    |                       |
| 2024      |                     |                    |                       |